# Los distrikt
Los distrikt är ett distrikt i Ljusdals kommun och Gävleborgs län. Distriktet ligger omkring Los i västra Hälsingland. 

## Tidigare administrativ tillhörighet
Distriktet inrättades 2016 och utgörs av en del av Los socken i Ljusdals kommun.
Området motsvarar den omfattning Los församling hade 1999/2000 och fick 1931 efter utbrytning av Hamra församling.

## Tätorter och småorter
I Los distrikt finns en tätort men inga småorter.

### Tätorter
- Los